# Francisation (lexicologie)
Pour les articles homonymes, voir Francisation (homonymie).
 (juillet 2022).
Si vous disposez d'ouvrages ou d'articles de référence ou si vous connaissez des sites web de qualité traitant du thème abordé ici, merci de compléter l'article en donnant les références utiles à sa vérifiabilité et en les liant à la section « Notes et références ».
 (septembre 2014).
En lexicologie, la francisation est la transformation de mots d'une langue étrangère, par exemple les toponymes, pour qu'ils aient une consonance ou une morphologie plus conforme aux règles du français.
La francisation englobe les changements d'orthographe, de morphologie et de grammaire d'emprunts, l'usage préférentiel de calques, voire de néologismes originaux, afin d'obtenir un lemme qui respecte les traditions et règles de la langue française, d'ordre phonétique ou grammatical.
La francisation est généralement validée puis recommandée par les organismes officiels de terminologie de la langue française dans les pays francophones, comme la Délégation générale à la langue française et aux langues de France et l'Office québécois de la langue française.

## Usage institutionnel
Contrairement à d'autres pays, la France a instauré beaucoup d'organismes chargés de créer une terminologie française et d'assurer « la défense et l'expansion de la langue », comme l'Académie française, qui rend obligatoire certains mots nouveaux, mais encore l'Association française de terminologie, qui travaille en collaboration avec l'Office québécois de la langue française (OQLF) et la Direction de la langue française de la Communauté française de Belgique, la délégation générale à la langue française et aux langues de France (DGLFLF), ou même l'Organisation internationale de la Francophonie (OIF), qui est chargée de protéger la francophonie mondiale et de participer à son expansion (la France est un des 70 membres).

### Loi Toubon
Une autre date importante pour la francisation en France est la loi no 94-665 du 4 août 1994 ou « Loi Toubon », qui est la première loi en France, à l'instar de la « loi 101 » au Québec, à imposer clairement le français comme seule langue de la République française.
Son but est de défendre la langue française en France, non pas contre les patois, mais principalement contre l'américanisation du français, elle vient s'appuyer sur une disposition introduite en 1992 dans la Constitution : « La langue de la République est le français ».
Le décret d'application du 3 juillet 1996 a mis en place un dispositif d'enrichissement de la langue française. Il impose l'usage des termes en français dans les services et établissements publics de l'État (articles 11 et 12 du décret) :
*Art. 11. - Les termes et expressions publiés au Journal officiel sont obligatoirement utilisés à la place des termes et expressions équivalents en langues étrangères :
1) Dans les décrets, arrêtés, circulaires, instructions et directives des ministres, dans les correspondances et documents, de quelque nature qu'ils soient, qui émanent des services et des établissements publics de l'État.
2) Dans les cas prévus aux articles 5 et 14 de la loi du 4 août 1994 susvisée relative à l'emploi de la langue française. La commission générale observe l'usage prévu au présent article des termes et expressions publiés.
*Art. 12. - Les listes de termes et expressions approuvés en vertu des dispositions réglementaires relatives à l'enrichissement de la langue française précédemment en vigueur sont assimilées aux listes publiées en vertu du présent décret. Elles peuvent être modifiées selon la procédure prévue aux articles 7 à 10 du présent décret.
En 2004, le sénateur Philippe Marini (UMP) fait une proposition de loi destinée à renforcer la loi Toubon.
En 2005, cette proposition est finalement adoptée à l'unanimité par le Sénat. Elle comporte des dispositions visant les entreprises : l'obligation faite aux chefs d'entreprises de soumettre au personnel un rapport sur l'utilisation de la langue française dans l'entreprise, la rédaction en français de l'ordre du jour du comité d'entreprise, ainsi que du procès-verbal consignant les délibérations.
Cette proposition de loi vise également les techniques de l'information et de la communication, les messages d'erreur par exemple.
En 2006, à la suite de l'application de la loi Toubon, des entreprises ont été condamnées en France pour usage illégal de l'anglais. Par exemple la société américaine GEMS, condamnée à 570 000 euros d'amende pour avoir transmis des documents en anglais sans traduction à ses salariés français. Il en va de même des sociétés NextiraOne et Europ Assistance, elles aussi condamnées pour avoir voulu imposer à leurs salariés des logiciels en anglais sans traduction.

### Toponymie
Lorsqu'un nouveau territoire entrait dans le giron français, l'administration, surtout par le passé, a régulièrement francisé certains noms de lieux, de fleuves, de montagnes… pour mieux intégrer cette région. Cela concerne plutôt les régions périphériques, voire uniquement celles appartenant à une sphère linguistique (Alsace, Bretagne, Flandre, Roussillon (Pyrénées-Orientales), Occitanie, Pays basque, Savoie, Corse, etc.).
Cette francisation peut prendre plusieurs formes :
| Adaptation    | On cherche à donner une simple allure française sans trop défigurer la graphie originelle, mais sans se préoccuper du sens initial                                                                    | - Sengeirac est devenue Saint-Geyrac (pourtant le nom occitan originel n'avait aucun lien avec un saint particulier) - d'innombrables Kroaz-hent bretons (croix de chemins, carrefours) sont devenus des Croissant                                                                        |
| Traduction    | On traduit mot pour mot le nom originel, ce qui permet de conserver l'origine du nom ; toutefois, on rencontre fréquemment des méprises (étymologies fantaisistes), voire des erreurs, de traduction  | Sent Trían (Saint Trojan) est devenu Sainte-Trie comme Sant Sev (Saint Sev) est devenu Sainte-Sève (avec changement de genre) |
| Hybridation   | On ne traduit qu'une partie du nom, soit le suffixe, soit le préfixe, en conservant intact le reste du nom originel ; cela donne parfois lieu à des tautologies                                       | - La Balme est devenue La Balme-les-Grottes (« Balme » et « Grotte » ont tous les deux le même sens) - Col de Porte vient de Porta (« col étroit »), et donc veut dire « col du col » - le Tuchenn Gador (butte du trône) est devenu Signal de Toussaines (donc signe ou sommet de butte) |
| Transcription | Il ne s'agit pas de francisation à proprement parler puisque la graphie initiale est conservée ; seule la prononciation est alors réellement francisée                                                | - Chamonix est prononcé « Tsamoni » en savoyard, mais en français on a tendance à dire « Chamoni », voire « Chamonixe ». - Ar Faou (la hêtraie), dont la graphie était phonétique, est resté Le Faou, mais prononcé « le fou »                                                            |
| Cacographie   | Des erreurs de copies ont pu subvenir, particulièrement lorsque des envoyés francophones pénétraient des régions parlant d'autres langues et que ceux-ci comprenaient mal les habitants de la région. | - Capbreton provient du nom originel en occitan Cap Berton (prononciation « cabertoun »). La francisation Cap-Breton dénote une inversion du e et du r, puis ultérieurement les deux termes ont fusionné.                                                                                 |

## Exemples
Exemples de transformation orthographique :
- « Banque », de l'italien banca
- « Bogie », de l'anglais boggie
- « Bifteck » de l'anglais beefsteak
- « Bouledogue », de l'anglais bulldog
- « Café », de l'arabe قهوة (qahwa)
- « Conteneur », de l'anglais container
- « Cédérom », de l'anglais CD-ROM
- « Challengeur », de l'anglais challenger (qui reprend une étymologie de l'ancien français)
- « Fioul » de l'anglais fuel
- « Gazole », de l'anglais gas-oil (« diesel », son synonyme, obtenu par antonomase de l'inventeur Rudolph Diesel, est parfois aussi transformé en « diésel »)
- « Matelas », de l'arabe مطرح (matrah)
- « Paquebot », de l'anglais packet boat
- « Pédigrée », de l'anglais pedigree
- « Pouding », de l'anglais pudding
- « Redingote », de l'anglais riding coat
- « Rosbif » de l'anglais roastbeef

Calque :
- « Lune de miel » pour honeymoon[6].
- « Disque compact » pour compact disc
- « Gratte-ciel » pour skyscraper
- « Disque numérique polyvalent » pour digital versatile disc (DVD)

Néologisme original :
- Courriel pour e-mail (usage popularisé au Québec et rendu officiel en France à partir de 2003[7]).
- Pourriel pour spam
- numéro d’urgence (22 septembre 2000) ou aide en ligne (28 juillet 2001) ou téléassistance (14 décembre 2004) au lieu de hotline
- Biodégradable

Francisation par reproduction de sigles :
- FAQ, de l'anglais Frequently Asked Questions (questions fréquemment posées), francisé en « foire aux questions »
- GPS, de l'anglais Global Positioning System (système de positionnement global), francisé en « guidage par satellite » ou « géolocalisation par satellite »